# Sogol Faghani
Sogol Faghani (* 1995) ist eine deutsche Schauspielerin.

## Biografie
Faghani erhielt ihre Ausbildung als Schauspielerin von 2017 bis 2020 an der Internationalen Akademie für Filmschauspiel in Köln und hat darüber hinaus bei Walter Kimmerle 2018 einen Workshop zur Stuntwoman absolviert.
Sie wurde 2022 in der ZDFneo-Fernsehserie  Ruby mit der Rolle der Gilda bekannt, im gleichen Jahr spielte sie im Kinofilm Rheingold, einer Biografie des Rappers Xatar, mit.

## Filmografie
- 2021: SOKO Potsdam (Fernsehserie, Folge Bittersüßer Tod)
- 2021: Die Tänzerin und der Gangster – Liebe auf Umwegen
- 2022: Ruby (Fernsehserie, 3 Folgen)
- 2022: Rheingold
- 2022: Lamia
- 2022: In aller Freundschaft – Die jungen Ärzte (Fernsehserie, Folgen Neuland, Lebensmut)
- 2022: Dr. Nice (Fernsehserie, zwei Folgen)
- 2022: Löwenzahn (Kinderfernsehserie, Folge Links oder rechts? – Die vertrackte Prüfung)
- 2023: Ein starkes Team: Kurierfahrt in den Tod
- 2023: Kohlrabenschwarz
- 2023: SOKO Stuttgart (Fernsehserie, Folge Bibelfest)
- 2024: WaPo Berlin (Fernsehserie, Folge Mord nach Drehschluss)
- 2024: Daheim in den Bergen – Wunsch und Wirklichkeit
- 2024: Daheim in den Bergen – Schulter an Schulter
- 2024: Letzte Spur Berlin (Fernsehserie, drei Folgen)
- 2024: Für immer Sommer – Enthüllungen (Fernsehreihe)
- 2025: WaPo Elbe (Fernsehserie, Folge Bumerang)
- 2025: Bettys Diagnose (Fernsehserie, Folge Es ist kompliziert)
- 2025: Nachtschicht – Der Unfall (Fernsehreihe)
- 2025: Lena Lorenz – Überväter (Fernsehreihe)